# Склава
Скла́ва — грецький технічний сорт винограду середнього періоду дозрівання. Петрус Крещенціо (1230—1310) згадує про сорт Скіава або Склава, що культивується в Італії.
Листя велике, клиноподібне, глибокорозсічене, знизу покрите павутиновим опушуванням. Кетяги великі, циліндроконічні, середньої щільності. Ягоди середні, овальні, блідо-зелені, на сонячній стороні рожеві. Шкірка тонка. М'якоть соковита.